# Diego Gonzalez
Diego Gonzalez, född 29 augusti 1984, är en svensk MMA-utövare från Fittja, Stockholm som bland annat har tävlat i Cage Warriors och Superior Challenge.